# طالب لجوء

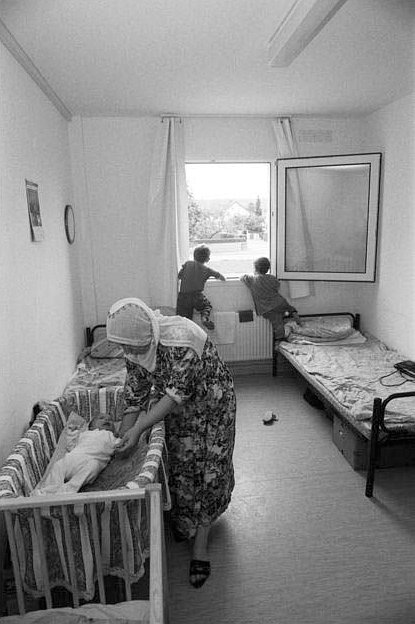
لاجئون في مركز لهم في غاوتينغ عام (1993)

طالب اللجوء هو شخص يفر من بلده الأصلي، ويتقدم بطلب اللجوء في البلد الذي فر نوع من المهاجرين منه، أو في مكتب الأمم المتحدة في بلده المهاجرون . يصبح الشخص طالب لجوء عن طريق تقديم طلب رسمي للحصول على حق البقاء في بلد آخر ويحتفظ بهذا الوضع حتى يتم الانتهاء من الطلب. يصبح مقدم الطلب إذا تم قبول مطالبه ومنح اللجوء.
تحدد سلطات الهجرة ذات الصلة في بلد اللجوء ما إذا كان سيتم منح طالب اللجوء الحماية وسيصبح لاجئًا معترفًا به رسميًا، أو ما إذا كان سيتم رفض اللجوء ويصبح طالب اللجوء مهاجرًا غير قانوني يتعين عليه مغادرة البلاد وربما حتى يتم ترحيله. يمكن الاعتراف بطالب اللجوء كلاجئ ومنحه صفة اللاجئ إذا كانت ظروف الشخص تندرج في تعريف «اللاجئ» وفقًا لاتفاقية اللاجئين لعام 1951 أو قوانين اللاجئين الأخرى، مثل الاتفاقية الأوروبية لحقوق الإنسان - إذا تم طلب اللجوء داخل الاتحاد الأوروبي. ومع ذلك، فإن الموقعين على اتفاقية اللاجئين يضعون سياساتهم الخاصة لتقييم حالة الحماية لطالبي اللجوء، وتتفاوت نسبة طالبي اللجوء الذين يتم رفضهم من بلد إلى آخر ومن سنة إلى أخرى.

## الإجراءات

### تقديم الطلب
تقدم بعض الدول «تأشيرات لجوء» وهي طريقة آمنة وقانونية للوصول إلى البلد الذي سيُطلب فيه اللجوء. و لكن حين لا تتوفر التأشيرة يتحمل الكثير من الناس مخاطر كبيرة للوصول إلى البلد المراد لتقديم طلب اللجوء. 
لا يمكن طلب اللجوء إلا عند الوصول إلى البلد المعني أين يمكن طلب اللجوء في مكتب الهجرة.

## أنواع اللجوء والحماية

### وضعية إتفاقية اللجوء
في 1 يوليو 2013 ، كان هناك 145 طرفًا في اتفاقية اللاجئين لعام 1951 و 146 في بروتوكول عام 1967. هذه الدول ملزمة بموجب القانون الدولي بمنح اللجوء للأشخاص الذين يندرجون ضمن تعريف الاتفاقية والبروتوكول. 
إن تعريفات اللاجئ لعامي 1951 و 1967 هي الأكثر صرامة والأكثر شمولية والأشخاص الذين يندرجون في هذا التعريف يطلق عليهم «لاجئو الاتفاقية» . قد يستمر منح الأشخاص الذين لا يندرجون في هذا التعريف أشكالًا تكميلية من الحماية، إذا كانوا يندرجون ضمن تعريفات أخرى للاجئين.
غالبًا ما يتم ترك التحديد العملي لما إذا كان الشخص لاجئًا أم لا إلى وكالات حكومية معينة داخل البلد المضيف. في بعض البلدان، تقوم المفوضية السامية لشؤون اللاجئين بتحديد وضع اللاجئ يقع عبء إثبات طلب اللجوء على عاتق المدعي، الذي يجب عليه إثبات أنه مؤهل للحصول على الحماية. 
في العديد من البلدان، يستخدم مسؤولو الهجرة معلومات بلد المنشأ كجزء من تقييم طلبات اللجوء، وتقوم الحكومات بإجراء أبحاث حول دقة تقارير دولهم. لقد درست بعض الدول معدلات رفض مسؤولي الهجرة الذين يتخذون القرارات، ووجدوا أن الأفراد يرفضون عددًا أكبر من المتقدمين من غيرهم الذين يقومون بتقييم الحالات المماثلة - ويلزم على مسؤولي الهجرة توحيد أسباب قبول أو رفض الادعاءات، بحيث يكون قرار أحد القضاة متسقًا مع ما يقرره زملاؤهم. 

### أشكال تكميلية للحماية
تعريف اللاجئ لاتفاقية 1951 ملزم عالميًا، ولكن هناك العديد من التعريفات الأخرى التي يمكن بموجبها تقديم الحماية للأشخاص الذين لا يندرجون في هذا التعريف. 

### حالة الحماية المؤقتة
الحماية المؤقتة هي حماية دولية للأشخاص الذين يلتمسون اللجوء، لكنهم لا يؤهلون كلاجئين. إنه خيار للحصول على اللجوء لأولئك الذين ليس لديهم خوف مبرر من الاضطهاد (وهو أمر مطلوب للحصول على صفة اللاجئ وفقًا لاتفاقية 1951) ، لكن لديهم بالفعل خطر كبير بالتعرض للتعذيب أو لضرر شديد إذا أُعيدوا إلى بلدهم الأصلي، لأسباب تشمل الحرب والعنف والصراع والانتهاكات الجسيمة لحقوق الإنسان للإعلان العالمي لحقوق الإنسان وقانون الاتحاد الأوروبي تعريف أوسع لمن يحق له اللجوء. 

### تأشيرة الحماية المؤقتة
تُستخدم تأشيرات الحماية المؤقتة للأشخاص في أستراليا (وفي دول أخرى) الذين تقدموا بطلب للحصول على صفة اللاجئ بعد الوصول غير المصرح به. إنه النوع الرئيسي من التأشيرة الصادرة للاجئين عند الإفراج عنهم من مراكز احتجاز المهاجرين الأسترالية، ويتعين عليهم تقديم طلب مرة كل ثلاث سنوات. 

## عمليات تحديد حالة اللجوء

### تقرير المجموعة
يمكن منح طالبي اللجوء وضع اللاجئ على أساس جماعي يُشار إلى اللاجئين الذين ذهبوا إلى تحديد وضع المجموعة أيضًا باسم اللاجئين الوجاهين. يتم ذلك في الحالات التي تكون فيها أسباب البحث عن وضع اللاجئ معروفة بشكل عام، وإلا فإن التقييم الفردي سيطغى على قدرات المقيّمين. يتم تحديد المجموعة بسهولة أكبر في الدول التي لم تقبل تعريف اللاجئ لاتفاقية عام 1951 فحسب، بل تستخدم أيضًا تعريف اللاجئ الذي يشمل الأشخاص الفارين من العنف العشوائي أو المعمم، والتي لم يتم تغطيتها في اتفاقية 1951. 

### التقييم الفردي
بالنسبة للأشخاص الذين لا يأتون إلى البلاد كجزء من مجموعة أكبر من مقابلات اللجوء الفردية، يتم إجراء ما إذا كان لدى الشخص أسباب كافية لطلب اللجوء. 

### الاستئناف
في العديد من البلدان، يمكن لطالبي اللجوء الطعن في الرفض من خلال الطعن في القرار في محكمة أو لجنة مراجعة الهجرة. في المملكة المتحدة، يتم إسقاط أكثر من واحد من كل أربعة قرارات برفض حماية طالب اللجوء من قِبل قضاة الهجرة.  

## حقوق طالبي اللجوء
أثناء انتظار اتخاذ القرار، يتمتع طالبو اللجوء بحقوق محدودة في بلد اللجوء. في معظم البلدان، لا يُسمح لهم بالعمل وفي بعض البلدان لا حتى التطوع ولا حتى التحرك بحرية داخل البلد، وفيما يخص الحصول على الرعاية الصحية فهو محدود. 
فيما يخص الاتحاد الأوروبي، فيتمتع الأشخاص الذين لم يتم منحهم بعد صفة رسمية كلاجئين وما زالوا ضمن عملية اللجوء ببعض الحقوق المقيدة للحصول على الرعاية الصحية ويشمل ذلك الوصول إلى الرعاية الطبية والنفسية ومع ذلك، قد تختلف هذه حسب البلد المضيف. على سبيل المثال، بموجب قانون استحقاقات طالبي اللجوء في ألمانيا، يكون طالبو اللجوء خارج الرعاية الأولية ويقتصرون على الرعاية الصحية الطارئة واللقاحات والحمل والولادة مع وجود قيود على الرعاية المتخصصة يتمتع طالبو اللجوء بفرصة أكبر في مواجهة الاحتياجات الصحية غير الملباة بالمقارنة مع عامة السكان الألمان. لديهم أيضا احتمالات أكبر من دخول المستشفى وزيارة واحدة على الأقل إلى المعالجين النفسيين بالنسبة للسكان الألمان عمومًا. 
فقر مدقع لأن طالبي اللجوء غالباً ما يضطرون إلى الانتظار لشهور أو سنوات للحصول على نتائج طلبات اللجوء الخاصة بهم ولأنه عادةً لا يُسمح لهم بالعمل ويتلقون الحد الأدنى من العجز المالي أو لا يحصلون على أي دعم مالي يعد مخاطرة كبيرة. يحصل طالبو اللجوء عادة على نوع من الدعم من الحكومات أثناء معالجة طلباتهم. ومع ذلك، في بعض البلدان ينتهي هذا الدعم فور حصولهم على وضع اللاجئ. لكن حقيقة حصولهم على وضع اللاجئ لا تعني أنهم تلقوا بالفعل جميع الوثائق التي يحتاجونها لبدء حياتهم الجديدة.  

### رفض اللجوء
يحدث غالبًا أن البلد لا يعترف بوضع طالبي اللجوء ولا يعتبرهم مهاجرين شرعيين وبالتالي يعاملهم كأجانب غير شرعيين. إذا تم رفض طلب اللجوء، يقال إن طالب اللجوء قد رفض طلب اللجوء. يُسمح لبعض طالبي اللجوء الذي لم يُقبل طلبهم بالبقاء مؤقتًا، والبعض الآخر يعود إلى وطنه طوعًا والبعض الآخر يُعاد قسراً. وغالبًا ما يتم وضع هؤلاء الأشخاص قيد الاحتجاز قبل ترحيلهم. 

### الحق في البقاء مؤقتا
على الرغم من عدم منح حق اللجوء، يجوز منح مقدم الطلب الحق في الإقامة مؤقتًا. في المملكة المتحدة، يمكن منح الحالات المرفوضة حماية إنسانية (عادة لمدة 5 سنوات) أو إجازة تقديرية للبقاء. 

### الترحيل
لا يمكن ترحيل اللاجئين أو إجبارهم بطريقة أخرى على العودة إلى بلدهم الأصلي لأن هذا سيكون بمثابة الإعادة القسرية، مما يخالف القانون الدولي. ولكن في العديد من الحالات، يكون طالبو اللجوء الذين فُشلوا، أي الذين فشلوا في اعتبارهم لاجئين، عرضة للخطر على حد سواء وقد يواجهون مخاطر كبيرة عند العودة، طواعية أم لا. 
إذا كان طالبو اللجوء يعانون من مشاكل طبية خطيرة أو كان من غير الآمن لهم العودة إلى بلدهم الأصلي، فمن المخالف للقانون الدولي ترحيلهم. ومع ذلك، يتم ترحيلهم في بعض الأحيان على الرغم من أنهم يواجهون مخاطر هناك وليس من الآمن لهم العودة. اتُهمت سلطات المملكة المتحدة بعدم إيلاء اهتمام كافٍ للأدلة الطبية للتعذيب في بعض الحالات. 
و من الممكن أيضاً فصل المرحلين عن عائلاتهم التي يمكنها البقاء مؤقتًا أو دائمًا في البلاد ؛ ربما لم يكن الأشخاص الأصغر سناً قد ذهبوا إلى بلدهم الأصلي طوال معظم حياتهم، وقد لا يكونون قادرين على التحدث باللغة، ولا يعرفون أحداً، وليس لهم أي صلة مع هذا البلد، بصرف النظر عن شكل ولادتهم هناك . قد يتعرضون للصدمة من خلال التجارب التي تمت أثناء الاحتجاز ؛ قد يتم احتجازهم مرة أخرى بمجرد دخولهم إلى بلدهم الأصلي ؛ قد يتعرضون للاضطهاد. على سبيل المثال، تعرض الكثير من طالبي اللجوء الفاشلين الذين أُعيدوا إلى الكونغو في عام 2011 للسجن والتعذيب وإرغامهم على دفع فدية أو اغتصابهم أو تعرضهم للتحرش الجنسي بعد عودتهم.  

### الاستبعاد من الحماية
يُستبعد من الحماية الدولية طالبو اللجوء الذين ارتكبوا جرائم ضد السلام أو جريمة حرب أو جريمة ضد الإنسانية أو غيرها من الجرائم الخطيرة غير السياسية أو الذين تتعارض أفعالهم مع مقاصد الأمم المتحدة ومبادئها. 